# Virgilio Ferreira Romero
Virgilio Ferreira Romero (Atyrá, 28 de gener de 1973) és un futbolista paraguaià, que juga de davanter.
Va destacar a les files del Cerro Porteño del seu país natal, en el qual va militar entre 1989 i 1996, tot guanyant quatre campionats. Va aconseguir fins a 56 gols entre 1993 i 1995.
L'estiu de 1996 és fitxat pel Reial Betis, que el cedeix al CF Extremadura. El conjunt d'Almendralejo acabava de pujar a primera divisió i va comptar amb els serveis del davanter sud-americà, que tan sols va marcar dos gols en 32 partits, la majoria com a suplent. A l'any següent encara qualla una temporada més discreta a l'Extremadura. La temporada 98/99 juga amb el Recreativo de Huelva, tot jugant 29 partits i marcant 4 gols.

## Selecció
Ferreira va ser internacional amb la selecció de Paraguai en 25 ocasions.

## Palmarès

### Cerro Porteño
- Lliga paraguaiana: 1990, 1992, 1994.
- Torneig República: 1991.